# Архипкин, Вячеслав Тимофеевич
Вячеслав Тимофеевич Архипкин (род. 31 октября 1965 года) — мастер спорта России международного класса (хоккей с мячом),
чемпион мира 1991 года.

## Карьера
В. Т. Архипкин начал играть в хоккей с мячом в детской команде московского «Динамо» в 1979 году. До этого в ЦСКА и «Динамо» занимался хоккеем с шайбой.
Впервые на лёд вышел в составе «Динамо» в 1985 году.
В 1989 году переходит в красногорский «Зоркий».
С развалом СССР выезжает за рубеж. С 1993 года играет в шведских клубах низших дивизионов.
В 1991—1992 годах привлекался в сборную СССР, в составе которой в 1991 году становится чемпионом мира.
В 1993 году становится вице-чемпионом мира в составе российской сборной.
В 2008 году вернулся в Россию. Выступал за «Боровичи» и
«Вымпел».
Его сын — Вадим — игрок сборной России и ХК «Бруберг».

## Достижения
Чемпион СНГ — 1992.

 Чемпион России — 1993.

 Вице-чемпион СССР — 1987, 1988, 1991.

 Бронзовый призёр чемпионата СССР — 1986, 1989.

 Бронзовый призёр чемпионата России — 2004.

 Обладатель Кубка СССР — 1987, 1989, 1990, 1991.

 Обладатель Кубка России — 1993.

 Финалист Кубка СССР — 1988.

 Обладатель Кубка европейских чемпионов — 1992.

 Обладатель Кубка мира — 1990.

 Финалист Кубка мира — 1987.

 Вице-чемпион Спартакиады народов РСФСР — 1985.

 Чемпион мира — 1991.

 Вице-чемпион мира — 1993.

 Бронзовый призёр турнира на призы Правительства России — 1992.

 Чемпион мира по ринк-бенди — 1998.

 Вице-чемпион мира по ринк-бенди — 1996.
- В списке 22 лучших игроков сезона — 1991, 1992, 1993.
- Лучший бомбардир Спартакиады народов РСФСР — 1985.

### Статистика выступлений в чемпионатах и кубках СССР, СНГ, России
| Сезон     | Клуб                 | Чемпионат | Чемпионат | Чемпионат | Чемпионат | Чемпионат | Кубок | Кубок | Кубок | Кубок | Кубок |
| Сезон     | Клуб                 | И         | М         | П         | О         | Ш         | И     | М     | П     | О     | Ш     |
| --------- | -------------------- | --------- | --------- | --------- | --------- | --------- | ----- | ----- | ----- | ----- | ----- |
| 1985/1986 | Динамо (Москва)      | 16        | 2         |           | 2         | 10        | 2     | 1     |       | 1     | 0     |
| 1986/1987 | Динамо (Москва)      | 25        | 17        |           | 17        | 10        | 10    | 10    |       | 10    | 0     |
| 1987/1988 | Динамо (Москва)      | 17        | 3         |           | 3         | 0         | 9     | 0     |       | 0     | 0     |
| 1988/1989 | Зоркий (Красногорск) | 20        | 14        |           | 14        | 20        | 10    | 10    |       | 10    | 10    |
| 1989/1990 | Зоркий (Красногорск) | 26        | 23        |           | 23        | 20        | 12    | 16    |       | 16    | 0     |
| 1990/1991 | Зоркий (Красногорск) | 26        | 36        |           | 36        | 25        | 8     | 11    |       | 11    | 5     |
| 1991/1992 | Зоркий (Красногорск) | 29        | 60        |           | 60        | 0         | 11    | 15    |       | 15    | 0     |
| 1992/1993 | Зоркий (Красногорск) | 25        | 52        |           | 52        | 40        | 13    | 25    |       | 25    | 10    |
| 1994/1995 | Зоркий (Красногорск) | 1         | 0         |           | 0         | 0         |       |       |       |       |       |
| 2003/2004 | Зоркий (Красногорск) | 23        | 21        | 7         | 28        | 0         | 10    | 7     | 2     | 9     | 10    |
| 2004/2005 | Зоркий (Красногорск) | 25        | 17        | 8         | 25        | 40        | 7     | 4     | 0     | 4     | 0     |
| 2009/2010 | Боровичи (Боровичи)  | 24        | 6         | 3         | 9         | 10        |       |       |       |       |       |
| Всего     | 12 сезонов           | 257       | 251       | 18        | 269       | 175       | 92    | 99    | 2     | 101   | 35    |

Примечание: Статистика голевых передач ведется с сезона - 1999/2000.

### В чемпионатах СССР, СНГ, России забивал мячи в ворота 22 команд
```
1.Строитель С        = 29 мячей 
2.СКА-Нефтяник       = 18       
3.Старт              = 17       
4-5.Сибсельмаш       = 16       
4-5.Динамо М         = 16       
6.Вымпел             = 14       
7-8.Динамо А-А       = 13       
7-8.Водник           = 13       
9-10.Енисей          = 12       
9-10.Саяны           = 12       
11.Волга             = 11       
12-14.Кузбасс        = 10
12-14.Североникель   = 10
12-14.БСК            = 10
15-16.СКА-Свердловск =  9
15-16.Север          =  9
17-18.Байкал-Энергия =  8
17-18.Юность Ом      =  8
19.Родина            =  7
20.Уральский трубник =  5
21.Локомотив Ор      =  4
22.Динамо-Казань     =  1
```

### В чемпионатах СССР, СНГ, России количество мячей в играх
по 1 мячу забивал в 73 играх

по 2 мяча забивал в 30 играх

по 3 мяча забивал в 21 игре

по 4 мяча забивал в 6 играх

по 5 мячей забивал в 5 играх

по 6 мячей забивал в 1 игре

Свой 251 мяч забросил в 136 играх, в 121 игре мячей не забивал.